# Пабло Торре
Пабло Торре (ісп. Pablo Torre, нар. 3 квітня 2003) — іспанський футболіст, атакувальний півзахисник клубу «Барселона» і молодіжної збірної Іспанії.

## Клубна кар'єра
Народився 3 квітня 2003 року. Вихованець футбольної школи клубу «Расінг». Дорослу футбольну кар'єру розпочав 2020 року в основній команді того ж клубу, в якій провів два сезони, взявши участь у 55 матчах чемпіонату.  Більшість часу, проведеного у складі «Расінга», був основним гравцем команди.
У березні 2022 року домовленість про перехід гравця до своїх лав досягла «Барселона» і влітку того ж року він уклав з каталонцями чотирирічний контракт. За результатами сезону 2022/23 провів 8 матчів у Ла-Лізі за «Барсу» і став у її складі володарем Суперкубка Іспанії і чемпіоном країни. 
Влітку 2023 року на умовах оренди перейшов до «Жирони».

## Виступи за збірні
2020 року дебютував у складі юнацької збірної Іспанії (U-17), загалом на юнацькому рівні взяв участь у 9 іграх, відзначившись 3 забитими голами.
З 2022 року залучається до складу молодіжної збірної Іспанії. Наразі на молодіжному рівні зіграв у 7 офіційних матчах, забив 2 голи.

## Статистика виступів

### Статистика клубних виступів
Станом на 2 грудня 2023
| Сезон              | Команда            | Чемпіонат          | Чемпіонат | Чемпіонат | Національний кубок | Національний кубок | Національний кубок | Континентальні кубки | Континентальні кубки | Континентальні кубки | Інші змагання | Інші змагання | Інші змагання | Усього | Усього | Усього |
| Сезон              | Команда            | Ліга               | Ігор      | Голів     | Ліга               | Ігор               | Голів              | Ліга                 | Ігор                 | Голів                | Ліга          | Ігор          | Голів         | Ігор   | Голів  |        |
| ------------------ | ------------------ | ------------------ | --------- | --------- | ------------------ | ------------------ | ------------------ | -------------------- | -------------------- | -------------------- | ------------- | ------------- | ------------- | ------ | ------ | ------ |
| 2020–21            | «Расінг»           | СДБ                | 24        | 4         | КІ                 | 1                  | 0                  | -                    | -                    | -                    | -             | -             | -             | 25     | 4      |        |
| 2021–22            | «Расінг»           | СДБ                | 31+1      | 10        | КФІ                | 2                  | 0                  | -                    | -                    | -                    | -             | -             | -             | 34     | 10     |        |
| Усього за «Расінг» | Усього за «Расінг» | Усього за «Расінг» | 55+1      | 14        |                    | 3                  | 0                  |                      | -                    | -                    |               | -             | -             | 59     | 14     |        |
| 2022–23            | «Барселона Б»      | ПФ                 | 3         | 0         | -                  | -                  | -                  | -                    | -                    | -                    | -             | -             | -             | 3      | 0      |        |
| 2022–23            | «Барселона»        | ПД                 | 8         | 0         | КІ                 | 2                  | 0                  | ЛЧ                   | 3                    | 1                    | -             | -             | -             | 13     | 1      |        |
| 2023–24            | «Жирона»           | ПД                 | 10        | 0         | КІ                 | 2                  | 1                  | -                    | -                    | -                    | -             | -             | -             | 12     | 1      |        |
| Усього за кар'єру  | Усього за кар'єру  | Усього за кар'єру  | 76+1      | 14        |                    | 6                  | 1                  |                      | 4                    | 1                    |               | -             | -             | 87     | 16     |        |

## Титули і досягнення
- Володар Суперкубка Іспанії з футболу (1):

«Барселона»: 2023
- Чемпіон Іспанії (2):

«Барселона»: 2022-23, 2024-25
- Переможець Кубка Іспанії (1):

«Барселона»: 2024-25